# Déi Gréng
Déi Gréng (Nederlands: De Groenen) is een groene politieke partij in Luxemburg. De partij is sinds 1984 vertegenwoordigd in de Kamer van Afgevaardigden (het Luxemburgse parlement) en heeft sinds 1994 tevens een zetel in het Europees Parlement.

## Geschiedenis
Déi Gréng (DG) werd op 23 juni 1983, de nationale feestdag van Luxemburg, opgericht onder de naam Gréng Alternativ Partei (Groene Alternatieve Partij). Een deel van de stichtende leden was afkomstig uit de links-socialistische kringen van de sociaaldemocratische LSAP. Een jaar na de oprichting lukte het de partij om bij de Luxemburgse parlementsverkiezingen van 1984 met twee zetels in de Kamer van Afgevaardigden te komen.
In 1985 splitste de meer conservatieve vleugel van de partij zich af om de Gréng Lëscht Ekologesch Initiativ (Groene Lijst Ecologisch Initiatief) te vormen. Bij de parlementsverkiezingen van 1989 wonnen zowel DG als GLEI twee zetels. Voor de verkiezingen van 1994 kwamen beide partijen echter weer bij elkaar, waarna vijf zetels werden behaald.
In 1994 veroverde DG voor het eerst ook een zetel in het Europees Parlement, die de partij sindsdien telkens heeft weten te behouden. Claude Turmes was bijna twee decennia (1999–2018) Europarlementariër namens de partij. In het Luxemburgse parlement groeiden De Groenen ondertussen gestaag verder, naar zeven van de 60 zetels in 2004 en 2009.
Na de Luxemburgse parlementsverkiezingen van 2013 ging DG voor het eerst in haar bestaan deel uitmaken van de Luxemburgse regering. Samen met de LSAP en de liberale Demokratesch Partei (DP) werd de regering-Bettel-Schneider I gevormd. Carole Dieschbourg werd namens de partij minister van Milieu. Bij de verkiezingen van 2018 stegen De Groenen vervolgens door naar 15,1% van de stemmen (9 zetels), waarmee de partij groter werd dan ooit. In de hieropvolgende regering-Bettel-Schneider II leverde DG met Félix Braz (later vervangen door François Bausch) tevens een vicepremier.
Bij de verkiezingen van 2023 vielen De Groenen terug van 9 naar 4 zetels. Door dit stevige verlies verloor de regeringscoalitie haar meerderheid en belandde DG opnieuw in de oppositie.

## Verkiezingsresultaten

### Kamer van Afgevaardigden
Déi Gréng behaalde sinds 1984 de volgende resultaten bij de Luxemburgse parlementsverkiezingen:
| Luxemburgse parlementsverkiezingen | Luxemburgse parlementsverkiezingen | Luxemburgse parlementsverkiezingen | Luxemburgse parlementsverkiezingen | Luxemburgse parlementsverkiezingen | Luxemburgse parlementsverkiezingen |
| Jaar                               | Stemmen                            | %                                  | Plaats                             | Zetels                             | Positie                            |
| ---------------------------------- | ---------------------------------- | ---------------------------------- | ---------------------------------- | ---------------------------------- | ---------------------------------- |
| 1984                               | 169.862                            | 4,2                                | 4e                                 | 2 / 64                             | Oppositie                          |
| 1989                               | 275.756                            | 8,6                                | 5e                                 | 4 / 60                             | Oppositie                          |
| 1994                               | 303.991                            | 9,9                                | 4e                                 | 5 / 60                             | Oppositie                          |
| 1999                               | 266.644                            | 9,1                                | 5e                                 | 5 / 60                             | Oppositie                          |
| 2004                               | 355.895                            | 11,6                               | 4e                                 | 7 / 60                             | Oppositie                          |
| 2009                               | 347.388                            | 11,7                               | 4e                                 | 7 / 60                             | Oppositie                          |
| 2013                               | 331.920                            | 10,1                               | 4e                                 | 6 / 60                             | Regeringscoalitie                  |
| 2018                               | 533.893                            | 15,1                               | 4e                                 | 9 / 60                             | Regeringscoalitie                  |
| 2023                               | 321.895                            | 8,6                                | 5e                                 | 4 / 60                             | Oppositie                          |

### Europees Parlement
Déi Gréng behaalde sinds 1984 de volgende resultaten bij de Europese parlementsverkiezingen:
| Europese Parlementsverkiezingen | Europese Parlementsverkiezingen | Europese Parlementsverkiezingen | Europese Parlementsverkiezingen | Europese Parlementsverkiezingen |
| Jaar                            | Stemmen                         | %                               | Plaats                          | Zetels                          |
| ------------------------------- | ------------------------------- | ------------------------------- | ------------------------------- | ------------------------------- |
| 1984                            | 60.152                          | 6,1                             | 4e                              | 0 / 6                           |
| 1989                            | 42.926                          | 4,3                             | 6e                              | 0 / 6                           |
| 1994                            | 110.888                         | 10,9                            | 4e                              | 1 / 6                           |
| 1999                            | 108.514                         | 10,7                            | 4e                              | 1 / 6                           |
| 2004                            | 163.754                         | 15,0                            | 3e                              | 1 / 6                           |
| 2009                            | 189.523                         | 16,8                            | 4e                              | 1 / 6                           |
| 2014                            | 176.073                         | 15,0                            | 2e                              | 1 / 6                           |
| 2019                            | 237.215                         | 18,9                            | 3e                              | 1 / 6                           |